# Bob (serie televisiva)
Bob  è una serie televisiva statunitense in 33 episodi di cui 30 trasmessi per la prima volta nel corso di 2 stagioni dal 1992 al 1993.
È la terza sitcom interpretata da Bob Newhart per la CBS dopo The Bob Newhart Show (1972-1978) e Bravo Dick (1982-1990).

## Trama
Chicago. Bob McKay è un ex fumettista, autore della striscia sul supereroe Mad Dog, che, dopo essere finito nel dimenticatoio perché le sue storie erano state accusate dal Senato di avere un effetto negativo sui giovani, diventa disegnatore di cartoline d'auguri. Anni dopo la messa al bando di Mad Dog, McKay viene contattato da una società, la Trans-Continental Communications Company, che ha acquistato i diritti per la serie e che intende ripubblicarla con nuove storie. Il capo della società, Harlan Stone, insiste nel far diventare il supereroe un sanguinario vigilante, un approccio che Bob inizialmente rifiuta ma che poi accetta dopo le insistenze della moglie, Kaye. Altri personaggi includono la figlia dei due, Trisha, e il personale della redazione del fumetto, tra cui l'animatrice Ruth Kobart, l'inchiostratore Chad Pfefferle e lo sceneggiatore Harlan Stone.
Nell'ultimo episodio della prima stagione, il fumetto viene venduto a un milionario che odia il genere e l'intero personale di Mad Dog, tra cui Bob, viene licenziato. Nella seconda stagione la serie viene rinnovata completamente. Tutti i collaboratori di Bob della stagione precedente scompaiono e la premessa stessa della serie cambia. Sylvia Schmitt, la moglie del suo ex capo (che era scappato con la sua igienista dentale), viene assunta in qualità di presidente e Bob torna a ridisegnare cartoline. L'odioso figlio di Sylvia, Pete, il vicepresidente delle vendite che aveva progettato di prendere in consegna l'azienda e che ora deve lavorare per Bob, non la prende bene. Altri personaggi che lavorano in azienda sono il sarcastico contabile Chris Szelinski e Whitey van der Bunt. Trisha e la sua migliore amica Kathy Fleisher continuano ad essere compagne di stanza e a frequentarsi, e a un certo punto, Sylvia fa iniziare un rapporto tra Trisha e Pete, con grande sgomento di Bob.
Il nuovo format non conseguì i risultati d'ascolto sperati e la produzione, dopo averla spostata al lunedì sera nel mese di dicembre del 1993, cancellò la serie dopo cinque puntate della seconda stagione, con l'ultimo episodio trasmesso il 27 dicembre. Altri tre episodi della seconda stagione furono poi trasmesse negli anni seguenti nel corso delle repliche.

## Personaggi e interpreti
- Bob McKay (33 episodi, 1992-1993), interpretato da Bob Newhart.
- Trisha McKay (28 episodi, 1992-1993), interpretato da Cynthia Stevenson.
- Kaye McKay (27 episodi, 1992-1993), interpretata da Carlene Watkins.
- Iris Frankel (25 episodi, 1992-1993), interpretata da Ruth Kobart.
- Chad Pfefferle (25 episodi, 1992-1993), interpretato da Timothy Fall.
- Albie Lutz (25 episodi, 1992-1993), interpretato da Andrew Bilgore.
- Harlan Stone (25 episodi, 1992-1993), interpretato da John Cygan.
- Mr. Terhorst (8 episodi, 1992-1993), interpretato da Michael Cumpsty.
- Pete Schmidt (8 episodi, 1993), interpretato da Jere Burns.
- Sylvia Schmidt (8 episodi, 1993), interpretata da Betty White.
- Shayla (7 episodi, 1992-1993), interpretata da Christine Dunford.
- Jerry Fleisher (4 episodi, 1992-1993), interpretato da Tom Poston.
- Buzz Loudermilk (3 episodi, 1992-1993), interpretato da Dick Martin.
- Whitey van de Bunt (3 episodi, 1993), interpretato da Eric Allan Kramer.
- Kathy Fleisher (3 episodi, 1993), interpretata da Lisa Kudrow.
- Patty Fleisher (3 episodi, 1993), interpretata da Dorothy Lyman.
- Vic Victor (2 episodi, 1992-1993), interpretato da Bill Daily.
- Don (2 episodi, 1992-1993), interpretato da Steve Lawrence.

## Produzione
La serie, ideata da Bill Steinkellner e Cheri Steinkellner e Phoef Sutton, fu prodotta da Paramount Television.

### Registi
Tra i registi sono accreditati:
- Michael Zinberg in 22 episodi (1992-1993)
- Dick Martin in 2 episodi (1992-1993)

### Sceneggiatori
Tra gli sceneggiatori sono accreditati:
- Bill Steinkellner in 18 episodi (1992-1993)
- Cherie Steinkellner in 18 episodi (1992-1993)
- Phoef Sutton in 18 episodi (1992-1993)
- Tracy Newman in 3 episodi (1992-1993)
- Jerry Perzigian in 3 episodi (1992-1993)
- Don Seigel in 3 episodi (1992-1993)
- Jonathan Stark in 3 episodi (1992-1993)

## Distribuzione
La serie fu trasmessa negli Stati Uniti dal 18 settembre 1992 al 27 dicembre 1993  sulla rete televisiva CBS. In Italia è stata trasmessa su Canale 5 con il titolo Bob. È stata distribuita anche in Svezia dal 18 maggio 2001.

## Episodi
| Stagione         | Episodi | Prima TV USA |
| ---------------- | ------- | ------------ |
| Prima stagione   | 25      | 1992-1993    |
| Seconda stagione | 8       | 1993         |